# Čtenářský deník
Čtenářský deník je pomůcka používaná na základních a středních školách. Obvykle se jedná o sešit nebo prázdnou knihu, deník do kterého si studenti sami zapisují stručné obsahy knih, které přečetli jako povinnou i nepovinnou četbu. Čtenářský deník se také předkládá při maturitní nebo učňovské zkoušce a zkoušející si z něj vybírají některou ze zapsaných knih a na tu se studenta ptají. Čtenářský deník nemusí sloužit pouze ve školách, spousta lidí si takto vede záznamy o svých přečtených knihách…
Výrazu „Čtenářský deník“ používá přeneseně i řada publikací, které mají za úkol studenty seznámit s knihami, o nichž se v hodinách literatury učí. Čtenářský deník může mít také internetovou podobu tzv. čtenářského blogu.

## Čtenářský blog
Čtenářský blog slouží stejně jako deník, pouze internetově. Na některých blozích se začleňují kromě čtenářských deníků i jiná témata související s knihami. 